# Задача про оборудку
Задача про оборудку (також задача про перемовини, задача торгу) — гра двох осіб, у якій моделюється ситуація двосторонніх перемовин. У ній беруть участь два гравці, які приймають рішення про розподіл деякого блага (часто в грошовій формі). Якщо гравці домовляються про розподіл, вони отримують необхідну частину. В іншому випадку ніхто нічого не отримує.
Гру вперше запропонував 1950 року Дж. Ф. Неш у роботі The Bargaining Problem. Там же сформульовано один з підходів до розв'язання цієї задачі, яки отримав згодом назву «розв'язок Неша».
Формально задачу про оборудку можна записати у вигляді четвірки {\displaystyle \{X,d,u_{1},u_{2}\}}, де X — множина альтернатив, із яких вибирають учасники; {\displaystyle u_{i}} — функція корисності i-го учасника, визначена на множині X; {\displaystyle d\in X} — точка розбіжності (результат, який отримають учасники, якщо переговори не дадуть результату).

## Розв'язок Неша
Розв'язок Неша задачі про оборудку (в літературі часто використовується абревіатура NBS, від англ. Nash bargaining solution — розв'язок Неша для оборудки) являє собою аксіоматичний принцип оптимальності, що задовольняє таким аксіомам:
1. Інваріантність до афінних перетворень функцій корисності учасників;
2. Ефективність за Парето;
3. Незалежність від сторонніх альтернатив: якщо з множини X прибрати завідомо неоптимальні альтернативи, то розв'язок задачі не зміниться;
4. Симетричність: якщо гравці однакові, тобто {\displaystyle u_{1}(.)=u_{2}(.)}, при розбіжності отримують однакову корисність {\displaystyle u_{1}(d)=u_{2}(d)} і множина Х — симетрична, тобто для будь-якої альтернативи {\displaystyle x'\in X} знайдеться альтернатива {\displaystyle x''\in X}, така, що {\displaystyle u_{1}(x')=u_{2}(x''),u_{1}(x'')=u_{2}(x')}, те {\displaystyle u_{1}(x)=u_{2}(x)}.

Теорема. Розв'язком задачі про оборудку {\displaystyle \{X,d,u_{1},u_{2}\}}, що задовольняє аксіомам (1) — (4) є точка максимуму на множині X функції